# X Persei
X Persei je dvojhvězda v souhvězdí Persea vzdálená od Země přibližně 950 světelných let, jejíž jednou složkou je neutronová hvězda. Viditelná složka X Persei je buďto modrý obr spektrální třídy O nebo hvězda hlavní posloupnosti třídy B. Je rychle rotující hvězdou typu Be a občas je obklopena diskem vyvrženého materiálu. Je kvalifikována jako proměnná typu Gama Cassiopeiae a má jasnost šesté až sedmé magnitudy. Má slabého optického průvodce vzdáleného na obloze 22,5", který má označení X Persei B.
Viditelnou složku X Persei A obíhá neutronová hvězda, která je v katalogu rentgenových objektů Uhuru označována jako 4U 0352+309. Jedná se o pulsar s neobvykle dlouhou periodou rotace 837 sekund.